# Jutro możesz zniknąć
Jutro możesz zniknąć (ang. Gone Tomorrow) – trzynasta powieść cyklu z Jackiem Reacherem, brytyjskiego pisarza Lee Childa, wydana w 2009 roku w Stanach Zjednoczonych. Pierwsze polskie wydanie ukazało się nakładem wydawnictwa Albatros w lutym 2011 roku.

## Zarys fabuły
Jack Reacher jedzie nowojorskim metrem o drugiej w nocy. W przedziale, pośród pięciu pasażerów, dostrzega dziwnie ubraną kobietę, która przejawia wszystkie cechy charakteryzujące zamachowca-samobójcę. Kiedy podchodzi do niej z przyjaznym nastawieniem i ofertą pomocy, ta stanowczo odmawia, wyjmuje broń i strzela sobie w głowę. Denatką okazuje się Susan Mark, pracownica Pentagonu z działu zasobów ludzkich, która najprawdopodobniej była w posiadaniu jakichś istotnych informacji.
Jeden ze świadków zdarzenia znika, a samobójstwem zaczynają interesować się agenci federalni. Gdy policja umarza sprawę, Reacher wraz z detektyw Theresą Lee oraz bratem Susan, również policjantem, rozpoczynają własne śledztwo. Jack zostaje wielokrotnie ostrzegany, aby zostawić tę sprawę, jednak nie słucha gróźb i odkrywa, że jest w nią wmieszany kandydat na senatora, a także Al-Ka’ida.

## Informacje wydawnicze
Pierwsze polskie wydanie powieści zostało wydane przez wydawnictwo Albatros w lutym 2011 roku pod tytułem Jutro możesz zniknąć. Wydawnictwo Albatros ponownie wydało tę książkę w grudniu 2011 r. ze zmienioną wersją okładki, a także w elektronicznym formacie jako e-book (listopad 2011) oraz audiobook (grudzień 2012, czyta Jan Peszek). Kolejne papierowe wydanie planowane jest na październik 2013.
| Informacje wydawnicze | Wydanie I              | Wydanie II             | Wydanie III            | E-book                 | Audiobook              |
| --------------------- | ---------------------- | ---------------------- | ---------------------- | ---------------------- | ---------------------- |
| Wydawnictwo           | Albatros               | Albatros               | Albatros               | Albatros               | Albatros               |
| Tytuł                 | Jutro możesz zniknąć   | Jutro możesz zniknąć   | Jutro możesz zniknąć   | Jutro możesz zniknąć   | Jutro możesz zniknąć   |
| ISBN                  | ISBN 978-83-7659-198-8 | ISBN 978-83-7659-793-5 | ISBN 978-83-7659-995-3 | ISBN 978-83-7659-430-9 | ISBN 978-83-7359-987-1 |
| Data wydania          | 2011/02                | 2011/12                | 2013/10                | 2011/11                | 2012/12                |
| Liczba stron          | 472                    | 472                    | 472                    | nd.                    | nd.                    |
| Oprawa/Format         | miękka                 | miękka                 | miękka                 | EPUB                   | MP3                    |
| Wymiary [mm]          | 125x195                | bd.                    | bd.                    | nd.                    | nd.                    |